# 火王爺廟
23°20′18″N 120°30′17″E / 23.338327°N 120.504719°E
火王爺廟，是位於臺灣臺南市白河區關嶺里、市道172號旁的不動明王廟，原先為日本人帶至當地的日本佛教信仰，後成了周圍關子嶺溫泉業者的信仰對象。

## 沿革
1902年日本人開發關子嶺溫泉時，在溫泉露頭上方鏤刻不動明王石碑，以祈求平安。此外日本人遺留的不動明王像在今日的嘉義縣中埔鄉中崙溫泉區、北投溫泉也有。原先在關子嶺溫泉與水火同源皆有不動明王像，但日本投降後，日本人也將神像石碑帶走。當時的靜樂旅社老闆娘周洪妹發起集資蓋廟，並仿不動明王神像重塑，以「火王爺」稱之，改用臺灣傳統民間信仰的科儀，由溫泉業者占卜神示並選出爐主祭祀。
廟位在溫泉老街和嶺頂公園之間的路邊，一旁即好漢坡的入口。地號為白河區溫泉段五二二、五二三。1956年開始裝設電表繳納電費。據關子嶺關嶺社區發展協會理事長陳木成指出，廟旁本有塊日本人立、寫有「靈泉———天下第一泉」的石碑，後來縣道172號開闢時，石碑就被埋入廟底下，廟基也被縮小規模。
2013年，廟下方的阿梅民宿停車場於6月25日坍塌後，又冒出溫泉，坍塌處下方擋土牆龜裂，威脅擋土牆旁的廟身。
關子嶺溫泉業者在2015年為健全此廟的管理委員會的制度，向國有財產署提出廟地申租，但遭駁回。國有財產署認為廟地在白河區溫泉段兩筆國有土地，屬特定水土保持區及白河水庫水源水質保護區內，依法規定不予出租，且命令廟方於該年10月30日拆除地上物、返還土地，否則要提請返還土地訴訟、追繳使用補償金。
於是該廟主委傅國亮率眾委員在神明前擲筊，結果是要指示請白河區公所處理，讓區長譚乃澄十分煩惱。後來經立委葉宜津協調，國有財產署同意以列管承租方式，協助廟方申請門牌號碼，以解決寺廟登記問題。

## 祭祀
農曆六月十四舉辦廟會。是臺灣的溫泉風景區，少見奉祀溫泉神祇的廟宇。祭祀有稱為「送火王」的儀式，會將紙紮的火王爺神祇請出庄外火化。
1956年1月16日早，關仔嶺旅社後面、距離火王爺廟約五十公尺處的溫泉發生火山爆發，居民被巨響、地震驚嚇，信徒認為是觸怒火王爺，即跪祈求祂保護。居民、地方代表、鄰、里長等在該日商量過要舉村祭拜，但到了翌日風平浪靜，除火燄仍然從火口噴出外，一切安全無恙，於是祭拜就取消。當時此事件還被認為是木柵指南宮準備在關子嶺上坡建立分廟有關。
台灣首府大學商業設計學系還與此廟合作，由學生設計一系列火王爺文創商品。西拉雅國家風景區也曾推廣火王爺祭，融合台灣與日本祭典打造火王爺山車，號召眾人用拉繩合力把山車從寶泉橋溫泉公園拉到大成殿廣場。秋分，火王爺夜祭時，孩童還會出動火王爺花燈巡行溫泉區。